# Norman Allinger
Norman "Lou" Allinger, né le 6 avril 1928 à Alameda (Californie), et mort le 8 juillet 2020, est un chimiste numéricien et professeur américain à l'université de Géorgie située à Athens, dans l'État de Géorgie aux États-Unis.

## Biographie
Norman Allinger obtient un BSc à Berkeley en 1951, puis un PhD à l'université de Californie à Los Angeles en 1954.
Il est surtout célèbre pour ses travaux en chimie numérique. Il est un pionnier de la mécanique moléculaire et a développé des champs de force connus sous les noms de MM2 (mécanique moléculaire 2), MM3 et MM4.

## Prix et distinctions
- Élu à la Académie nationale des sciences des États-Unis (1991)
- Benjamin Franklin Medal of Chemistry (2002)[2]